# Kentucky (film)
Kentucky è un film del 1938 diretto da David Butler. La sceneggiatura si basa sul romanzo The Look of Eagles di John Taintor Foote pubblicato a New York nel 1916.

## Produzione
La lavorazione del film, prodotto dalla Twentieth Century Fox Film Corporation, durò dal 3 settembre fino alla fine di ottobre 1938. Fu girato in technicolor e, per il sonoro, venne usato il sistema Western Electric Mirrophonic Recording.

## Distribuzione
Il copyright del film, richiesto dalla Twentieth Century-Fox Film Corp., fu registrato il 30 dicembre 1938 con il numero LP8876.

## Riconoscimenti
- Premi Oscar 1939: Oscar al miglior attore non protagonista (Walter Brennan)